# 西口庄兵衛
西口 庄兵衛（にしぐち しょうべえ、1888年〈明治21年〉7月22日 - 没年不明）は、日本の商人（米穀商）。西中島水平社執行委員。大阪府方面委員。大阪市教化委員。大阪市東淀川区啓発分団分団長。大阪市東淀川区穀物商連合会副会長。

## 経歴
大阪府西成郡西中島村南方新家出身。白米店を経営する。4代目を継承し、多年堅実本位を以て経営に努める。国勢調査委員2回拝命する。陪審員に2回当選する。1929年以来方面委員を在任、部内窮民救護に専心する。
教化委員として教化運動に尽瘁し、防空演習が実施されると啓発分団分団長の重任を担い奮闘よくその使命を完うする。
25歳のころ青年団支部長に推され、以来23年団員の指導修養に尽くす。啓発青年団副団長として在職貢献する。多年の功労により表彰を受け記念品置時計を又功労徽章を贈られる。その他公私団体役員に推される。

## 人物
住所は大阪市東淀川区飛島町（現・東中島）、大阪府西成郡西中島町南方新家。